# Claude Goasguen
Claude Goasguen (Toulon, 12 de março de 1945 - 28 de maio de 2020) foi um professor e  político francês que serviu como membro da Assembléia Nacional de Paris de 1993 a 1995 e novamente de 1997 até sua morte em 2020. Membro dos republicanos, ele foi brevemente Ministro da Reforma do Estado, Descentralização e Cidadania em 1995, sob o primeiro ministro Alain Juppé.
Nasceu em 12 de março de 1945 em Toulon, França. Recebeu um doutorado em direito. De 1976 a 1986, lecionou em Universidade Sorbonne Paris Nord, e serviu como o decano da Faculdade de Direito de 1982 a 1984.
Em 28 de maio de 2020, morreu aos 75 anos, vítima da COVID-19.